# TsAGI

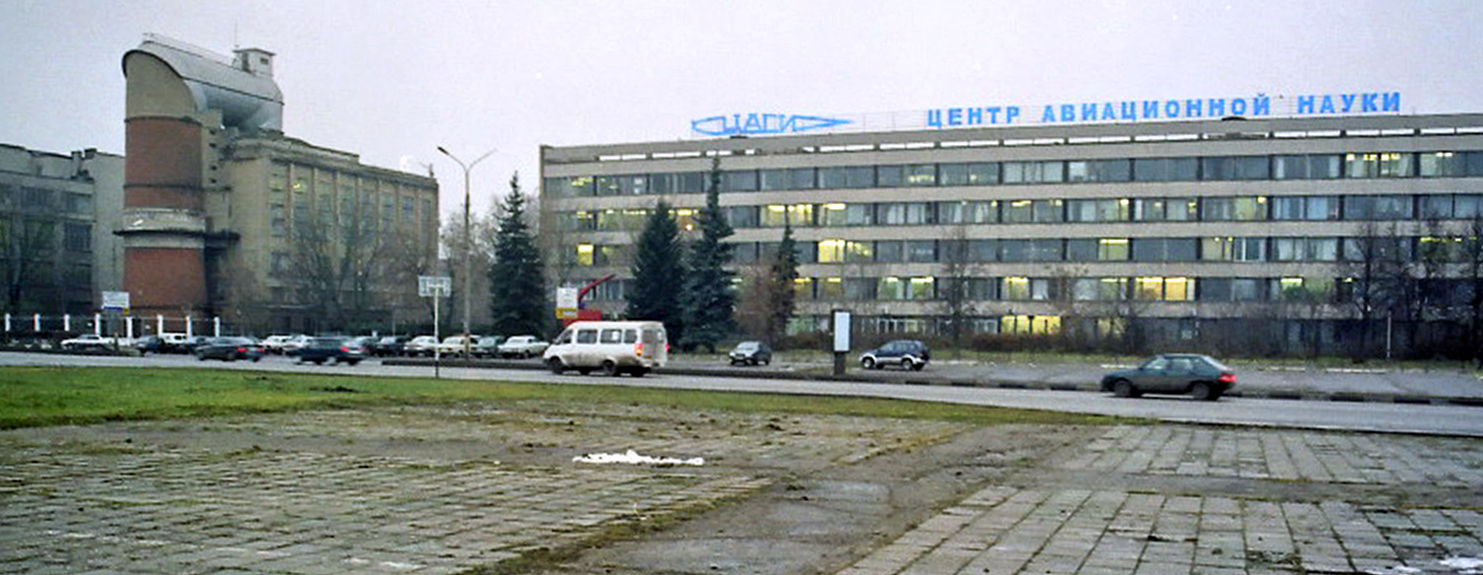
TsAGI本館（2006年）。左に見えるのが風洞棟。

TsAGI（ツアギ）とは、ロシア連邦の航空工学に関する研究所である。ソビエト連邦時代から続く歴史を持つ。TsAGIは、ロシア語名Центра́льный аэрогидродинами́ческий институ́тの略称ЦАГИのラテン文字転写Tsentralnyj Aerogidrodinamicheskij Institutから。日本語における表記は多種存在するが、主に「中央流体力学研究所」や「中央航空流体力学研究所」などと呼ばれる。
「ロシア版NASA」とする向きもあるが、NASAとは異なりあくまでもその目的は研究のみで航空機の製造・開発能力は持っていなかった。ただし、現在は旧設計局と合同で開発を行う事例も多少ある。

## 歴史
TsAGIは1918年12月1日に「ロシア航空界の父」と今日でも呼ばれているニコライ・ジュコーフスキーによってモスクワで設立され、1935年に現在のモスクワ州ジュコーフスキーへ移転した。当初の施設規模はあまり大きなものではなく、航空技師達の寄り合い所帯程度の存在でしかなかったが、航空機の高速化とそれに伴う流体力学の発達と重要化に伴い、またアメリカ合衆国との冷戦の激化がTsAGIへの投資の増加を招いた。
結果としてTsAGIは現在でも世界最大の流体力学研究所といわれている。事実、TsAGIには世界最大の風洞実験装置が設置されており、冷戦期にはソビエトの軍用機や宇宙船の形状を決める上で、今日では世界の研究において重要な位置を占めるようになっている。

## 主な成果
TsAGIの成果としては、主に冷戦期に製造され、西側に大きな脅威を与えた航空機の形状を決定したという点が大きい。また冷戦末期において登場したエネルギアロケットや、ブラン宇宙往還機の形状決定にも大きな影響を及ぼした。
具体的な内容として、たとえばミグ設計局のMiG-21とスホーイ設計局のSu-9や、MiG-29とSu-27の形状が非常に酷似しているのは、これらを製造するときに使用された流体力学のデータが、両設計局ともTsAGI提供のものだったからである。他にはTu-144超音速輸送機に使用されているオージー翼はTsAGIの生み出したものといわれている。

## 関連
- スホーイ
- ツポレフ
- ミグ